# 八千代橋
八千代橋（やちよばし）は、新潟県新潟市中央区の信濃川に架かる新潟市道新潟鳥屋野線の桁橋。

## 概要
新潟市中央区川端町と同市幸西を結ぶ、橋長307.4 mの10径間活荷重合成鋼およびプレストレストコンクリート床板単純桁橋である。車道は片側1車線の計2車線で、車道両端に自転車歩行者道を備える。橋梁両端部は引き続き盛り土部を経由しており、西詰（左岸側）の1径間で新潟市道川岸町下大川前通線（信濃川左岸線）、東詰（右岸側）の1径間で新潟市道信濃川右岸線をそれぞれオーバーパスして両詰の交差点に至る。自歩道西詰側の盛り土部には歩道が設置されておらず、平面部へは直通できない。一方の東詰側は車道と並行して平面部へ直通している。橋梁両端部には左岸線および右岸線の自歩道との接続部にスロープ付きの階段が、加えて下流側にはエレベーターが設置されており、信濃川両岸のやすらぎ堤へのアクセスも可能である。また下流側自歩道の東詰側はNST新潟総合テレビ本社2階に架設されたペデストリアンデッキとも連絡しており、同フロアのイベントスペース「ゆめてらす」へのアクセスも可能で、下流側東詰のエレベーターは、ゆめてらす内に設置されている。
市の中心部を経由する市道の道路橋で、新潟市立南万代小学校等がある右岸側の東詰は新潟市道東港線等に、旧市街とマンションが立ち並ぶ左岸側の西詰は鍛治小路（市道）等にそれぞれ接続する。
道路橋梁としては信濃川の河口より数えて3番目で、上流側には昭和大橋が、下流側には萬代橋がそれぞれ架かっている。

## 歴史

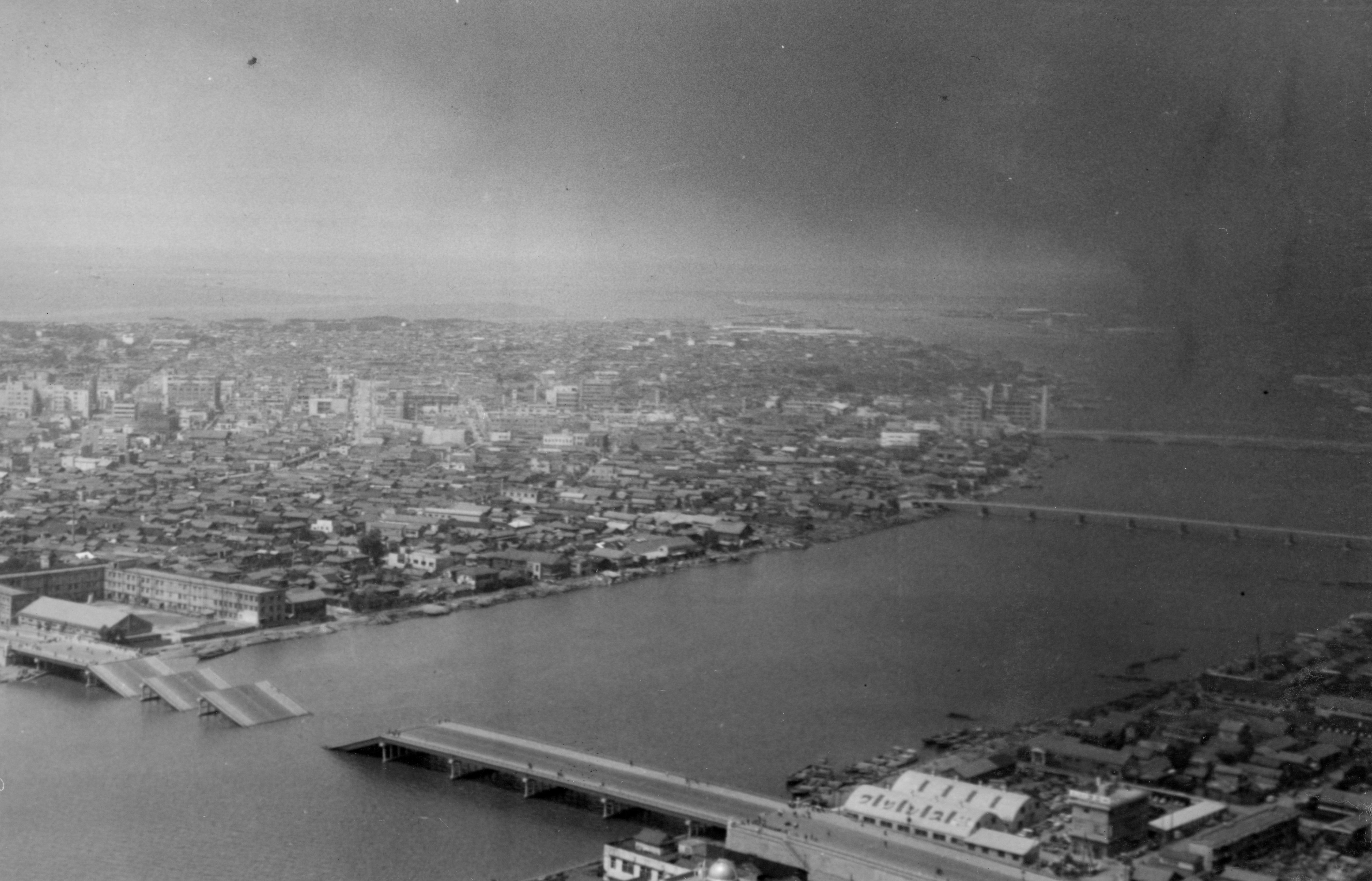
新潟地震発生直後の信濃川上空より。手前から昭和大橋、八千代橋、萬代橋（1964年6月17日13時）

八千代橋は、昭和時代初期に計画された都市計画道路「新潟鳥屋野線」の一部として、1964年の第19回国民体育大会（新潟国体）の開催に備え新潟市内の道路を整備するため、また、増加する萬代橋と昭和大橋の交通量に緩和のため両橋の中間に新橋を建設することが計画され、新潟市によって1961年（昭和36年）5月に着工した。橋名は公募され、1961年（昭和36年）7月15日に八千代橋に決定された。八千代橋は着工翌年の1962年（昭和37年）12月1日に開通した。しかし1964年（昭和39年）の新潟地震で橋脚が傾き取付部が陥没するなど、自動車の通行が不可能な状況に陥った。昭和大橋は橋桁が落下したが、八千代橋は免れている。新潟地震からの復旧の際に歩道が添加された。
1989年（平成元年）には老朽化対策を兼ねて新潟市制100周年を記念して景観改修が行われた。高欄のデザインパネルに新潟を代表する柳・チューリップ・花火を採用し、歩道の舗装にベージュのカラーブロック舗装が採用されるなどした。
1990年（平成2年）手づくり郷土賞（街灯のある街角）受賞。
現在新潟駅周辺で進められている在来線の高架化工事に伴い、現在越後線で分断されていた新潟鳥屋野線の南側区間（北越高校通り）との相互間が2020年（令和2年）3月19日に直通化された。

## 交通量
- 1日あたりの自動車交通量：16,300台（2004年6月）